# Stretto di Palk
Lo stretto di Palk è un braccio di mare che divide la costa sud-orientale dell'India dallo Sri Lanka, nell'Oceano Indiano. Le sue acque sono poco profonde e nel punto più stretto, emergono diverse isole, tra le quali quelle che formano il Ponte di Adamo.
Durante le ultime glaciazioni, le sue acque si sono ritirate unendo l'isola di Ceylon con la penisola del Deccan, pertanto la flora, la fauna e le popolazioni umane dell'isola, sono affini a quelle dell'India meridionale.